# サンファン郡 (ニューメキシコ州)
サンファン郡（San Juan County）は、アメリカ合衆国ニューメキシコ州にある郡。人口は12万1661人（2020年）。郡庁所在地はアズテックである。

## 地理
総面積は14,344 km² (5,538 mi² )。陸地面積は14,281 km² (5,514 mi²)で、水面積は63 km² (24 mi²)で全体の0.44%である。インディアン居留地が郡の63.4%を占めている。内訳は、ナバホ・ネイションが60.45%、 ユト・マウンテン・ユト・インディアン居留地は残りの2.93%である。
地理的な特徴は、サンファン川、アニマス川、ラプラタ川の3つの川と、火山、ビュート(butte)、メサ(mesa)、悪地(badland)、そして肥沃な渓谷が挙げられる。

### 近接する郡
- リオアリバ郡 (ニューメキシコ州) - 東
- サンドヴァル郡 (ニューメキシコ州) - 南東
- マッキンリー郡 (ニューメキシコ州) - 南
- アパッチ郡 (アリゾナ州) - 西
- サンフアン郡 (ユタ州) - 北西
- モンテズマ郡 (コロラド州) - 北
- ラプラタ郡 (コロラド州) - 北
- アーシュレタ郡 (コロラド州) - 北東

### 主なハイウェイ
- ルート64
- ルート491 (元 )
- ルート550
- ニューメキシコ・ハイウェイ 371
- ニューメキシコ・ハイウェイ 516

## 人口統計
以下は2000年国勢調査における人口統計データである。
基礎データ
- 人口:  113,801人
- 世帯数: 37,711世帯
- 家族数: 28,924家族
- 人口密度: 8/km² (21/mi²）
- 住居数: 43,221軒
- 住居密度: 3/km² (8/mi²)

人種人口構成
- 白人: 52.83%
- アフリカン・アメリカン: 0.44%
- ネイティブアメリカン: 36.88%
- アジア人: 0.27%
- 太平洋諸島系:0.05%
- その他の人種: 6.77%
- 混血(2人種間以上の): 2.78%
- ヒスパニック・ラテン系: 14.99%

世帯と家族（対世帯数）
- 全世帯数: 37,711世帯
- 18歳未満の子供がいる:42.00%
- 結婚・同居している夫婦: 55.70%
- 未婚・離婚・死別女性が世帯主: 14.70%
- 非家族世帯: 23.30%
- 単身世帯: 19.30%
- 65歳以上の老人1人暮らし: 6.40%
- 平均構成人数
  - 世帯: 2.99人
  - 家族: 3.43人

年齢別人口構成
- 18歳未満: 32.60%
- 18-24歳: 10.00%
- 25-44歳: 28.10%
- 45-64歳: 20.20%
- 65歳以上: 9.10%
- 年齢の中央値: 31歳
- 性比（女性100人あたり男性の人口）
  - 総人口: 98.30人
  - 18歳以上: 94.70人

収入と家計
- 収入の中央値
  - 世帯: 33,762米ドル
  - 家族: 37,382米ドル
  - 性別
    - 男性: 35,066米ドル
    - 女性: 21,299米ドル
- 人口1人あたり収入: 14,282米ドル
- 貧困線以下
  - 対家族: 18.00%
  - 対人口: 21.50%
  - 18歳未満: 26.60%
  - 65歳以上: 18.20%

## 主な市および町
- ファーミントン
- アズテック（郡庁所在地）
- Beclabito
- Bloomfield
- Flora Vista
- Huerfano
- Kirtland
- Nageezi
- Napi HQ
- Naschitti
- Nenahnezad
- Newcomb
- Ojo Amarillo
- Sanostee
- Sheep Springs
- Shiprock
- Upper Fruitland